# 아유카와촌 (와카야마현)
아유카와촌(鮎川村)은 와카야마현 니시무로군에 있던 촌이다.

## 역사
- 1889년 4월 1일 - 정촌제 시행에 의해 근세이후의 니시무로군 아유카와촌의 단독으로 자치체를 형성하였다
- 1956년 9월 30일 - 아유카와촌을 분립해 1 - 390번지의 일부가 가미톤다정에 편입, 잔부는 미카와촌, 도미사토촌과 합병해 오토촌이 성립하여, 동일 아유카와촌은 폐지되었다.

## 참고문헌
- 角川日本地名大辞典 30 和歌山県